# 페데리코 바르바로
페데리코 바르바로(Federico Barbaro, 1913년 ~ 1996년)는 이탈리아의 성직자이다.
1913년 이탈리아 베네치아에서 출생하였다. 로마 그레고리안대학(Gregorian University) 철학과를 졸업하고, 1934년 가톨릭 사제가 되었다.
1935년 일본으로 건너가 돈 보스코사 책임자, 월간 [가톨릭 생활] 편집장, 가톨릭여대 교수 등을 역임하였다.
1964년 구·신약성서의 구어체 번역을 완성, 그 공로로 이탈리아 정부로부터 기사 훈장, 문부성으로부터 문화 공로 감사장을 받았다.